# Белт-Схютслот
Белт-Схютслот (нід. Belt-Schutsloot) — село в нідерландській провінції Оверейсел. Входить до муніципалітету Стенвейкерланд.
Його площа становить 10,31 км², а населення станом на 2021 рік складало 565 осіб.
Перша згадка про населений пункт датується 1748 роком.

## Галерея

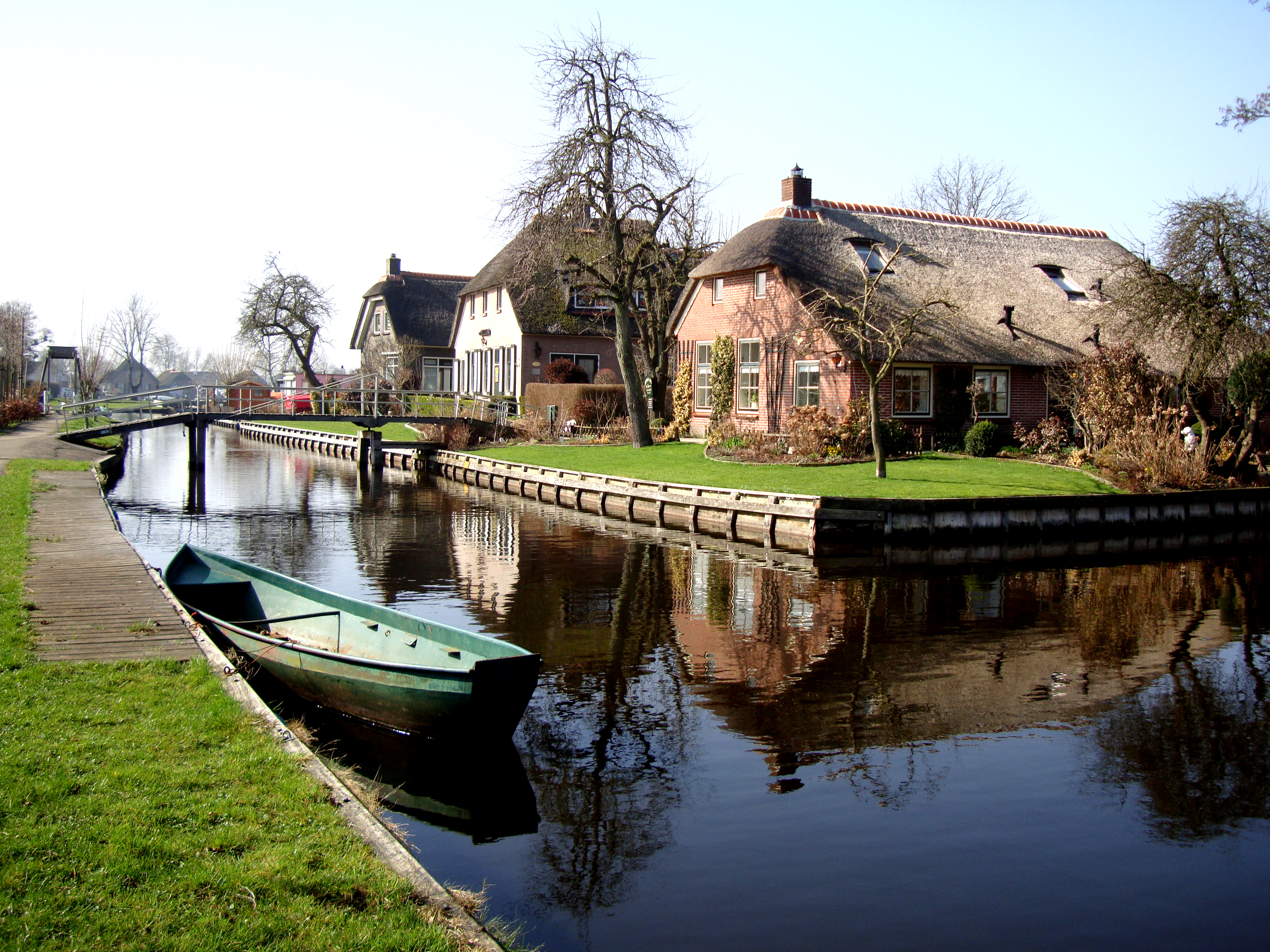
Ферми у Белт-Схютслоті
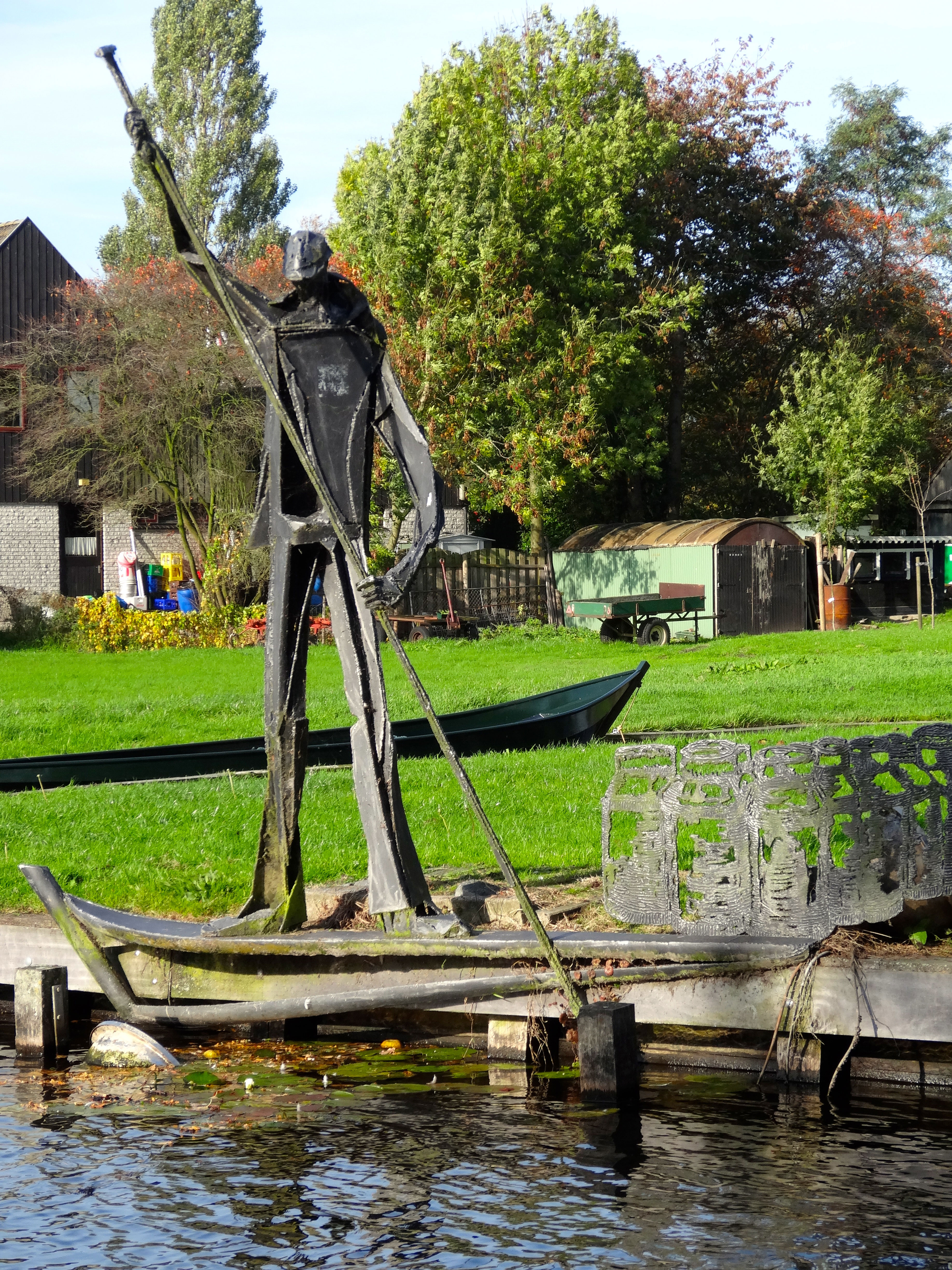
Статуя молочаря